# Mây che phủ
Mây che phủ (tiếng Anh: Cloud cover) là phần của bầu trời che khuất bởi những đám mây khi quan sát được từ một vị trí cụ thể . Okta là đơn vị đo lường thông thường của lớp phủ mây. Mây che phủ tương quan với thời lượng nắng vì các địa phương có ít mây nhất là những nơi có nắng nhiều nhất trong khi các khu vực ảm đạm nhất là những nơi có nắng ít nhất.

Mây che phủ toàn cầu bao phủ trung bình khoảng 0,68 khi phân tích các đám mây có độ sâu quang học lớn hơn 0,1. Giá trị này thấp hơn (0.56) khi xem xét các đám mây có độ sâu quang học lớn hơn 2, và cao hơn khi tính tới những đám mây ti khó nhìn thấy được .

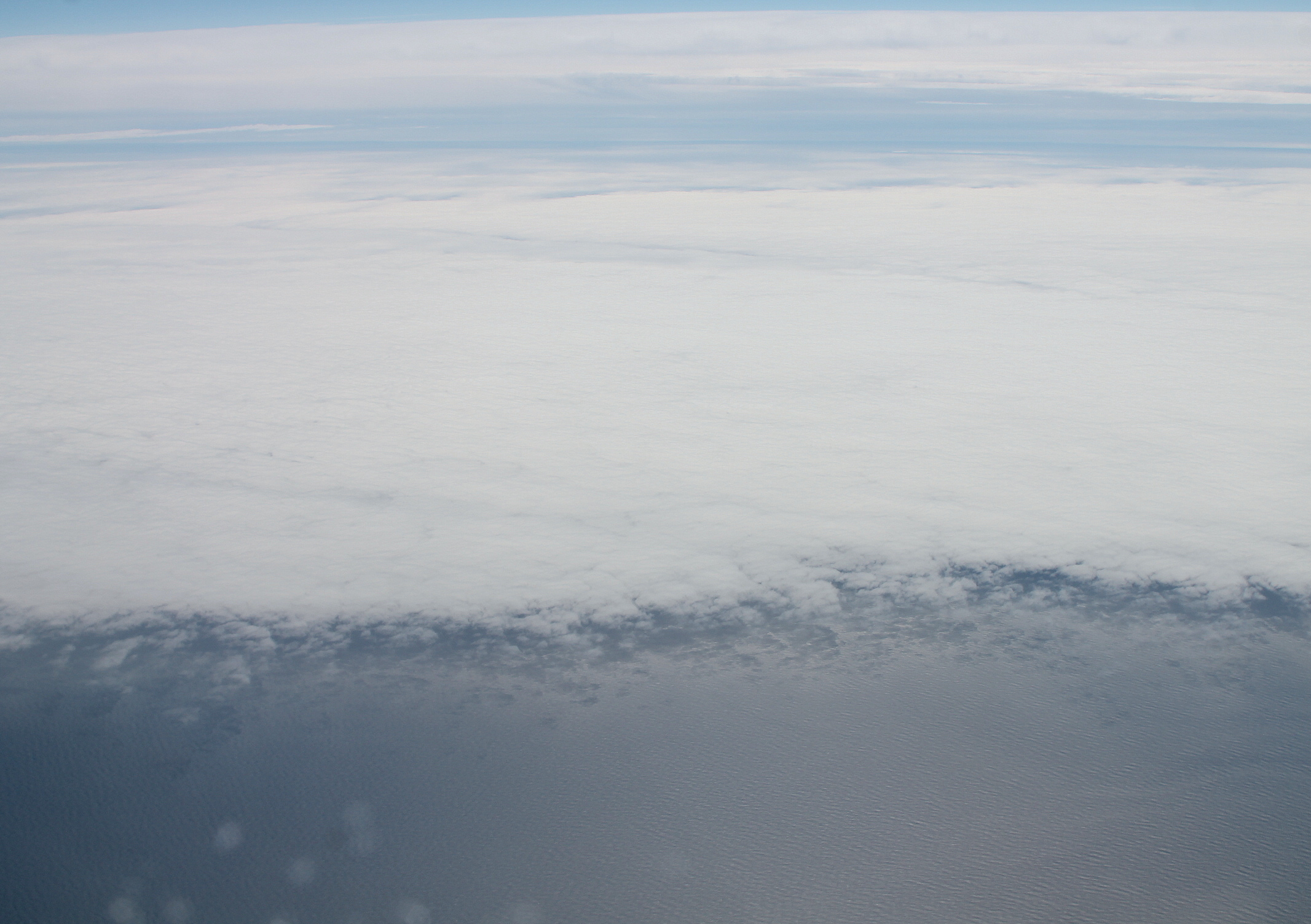
Mây che phủ một phần ở Bắc Đại Tây Dương.

## Vai trò trong hệ thống khí hậu

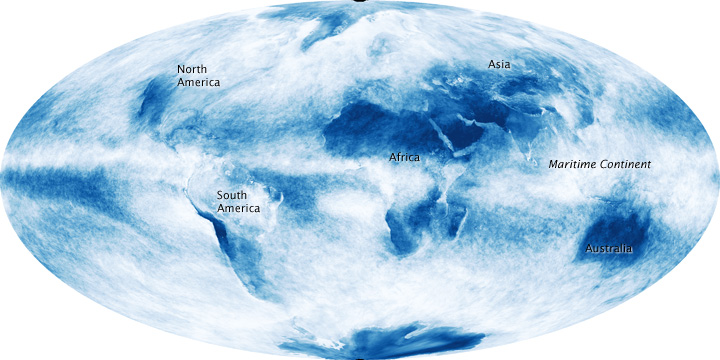
Mây che phủ toàn cầu, trung bình trong tháng 10 năm 2009. Hình ảnh cho thấy các đường nét của các lục địa thường có thể được tìm ra chỉ qua các quan sát của các đám mây, với đường viền sắc nét nhất nơi đất khô ráo được bao quanh bởi đại dương.

Mây đóng nhiều vai trò quan trọng trong hệ thống khí hậu. Đặc biệt, là vật thể sáng trong phần được nhìn thấy của quang phổ mặt trời, chúng phản xạ hiệu quả ánh sáng tới không gian và do đó góp phần làm mát tinh cầu. Mây che phủ đóng một vai trò quan trọng trong sự cân bằng năng lượng của bầu khí quyển và biến thể của nó là hậu quả của và đối với sự biến đổi khí hậu được dự đoán bởi các nghiên cứu gần đây.

## Sự biến đổi
Giá trị của mây che phủ chỉ thay đổi 0,03 theo năm, trong khi biến đổi địa phương theo ngày với số lượng đám mây thường tăng lên 0,3 trên toàn cầu. Hầu hết các bộ dữ liệu đồng ý với thực tế là đất đai được bao phủ bởi đám mây từ 0.10-0.15 ít hơn các đại dương .
Cuối cùng, có sự khác biệt về vĩ độ trong lớp phủ mây, khoảng 20 ° N có các vùng có độ mây phủ ít hơn 0.10 so với trung bình toàn cầu. Gần như cùng một biến thể (0,15 thay vì 0,10) được tìm thấy ở 20 ° S. Mặt khác, trong vùng bão của Nam bán cầu có khoảng từ 0,15-0,25 nhiều mây hơn so với trung bình toàn cầu ở 60 ° S. Trung bình, khoảng 52% Trái Đất bị che phủ bởi mây vào bất cứ lúc nào. Một số khu vực hầu như luôn luôn có mây như rừng mưa Amazon và một số vùng khác hầu như luôn luôn trong sáng như sa mạc Sahara.